# Hampala
Hampala é um género de peixe actinopterígeo da família Cyprinidae.
Este género contém as seguintes espécies:
- Hampala ampalong (Bleeker, 1852)
- Hampala bimaculata (Popta, 1905)
- Hampala dispar H. M. Smith, 1934
- Hampala lopezi Herre, 1924
- Hampala macrolepidota Kuhl & van Hasselt, 1823
- Hampala sabana Inger & P. K. Chin, 1962
- Hampala salweenensis A. Doi & Y. Taki, 1994